# Kleine Anfrage
Als Kleine Anfrage bezeichnet man in deutschen und einigen anderen Parlamenten eine auf wenige Punkte begrenzte Fragestellung eines Parlamentariers an die Exekutive, beispielsweise eines Abgeordneten an die Regierung. Sie ist ein Instrument der parlamentarischen Kontrolle.

## Länderspezifische Details

### Europäisches Parlament
Im Europäischen Parlament können die Abgeordneten nach Artikel 117 der Geschäftsordnung (Art. 117 GOEP) „Anfragen zur schriftlichen Beantwortung“ an die Kommission oder den Rat stellen. Alternativ kann die Frage nach Artikel 108 auch zur mündlichen Beantwortung eingereicht werden. Anfragen zur schriftlichen Beantwortung müssen kurzgefasst sein und sich auf präzise Punkte beziehen. Es wird unterschieden zwischen „Anfragen mit Vorrang“, die keine eingehenden Nachforschungen erfordern und innerhalb von drei Wochen beantwortet werden, sowie schriftlichen Anfragen ohne Vorrang, die innerhalb von sechs Wochen beantwortet werden müssen. Die Parlamentarier dürfen in jedem Monat nur eine Anfrage mit Vorrang stellen. Bei den Anfragen zur mündlichen Beantwortung gibt es zwei Arten: Anfragen mit Ersuchen um mündliche Beantwortung und Anfragen für die regelmäßig stattfindende Fragestunde.

### Deutschland
In deutschen Parlamenten kommen Kleine Anfragen im Bundestag und in den Landesparlamenten vor, die an die jeweilige Bundes- oder Landesregierung gerichtet sind. Die Fristen für die Beantwortung durch die Regierung liegen zwischen acht Tagen (Hamburg) und sechs Wochen (Hessen), wobei in der Regel keine aufwendigen Recherchen durchgeführt werden. Die Antworten beruhen auf den Fakten, die der Regierung aktuell vorliegen. Kleine Anfragen sind hauptsächlich ein Instrument der Opposition, die damit auch die jeweilige Regierung kontrollieren will; oftmals fordert sie Rechenschaft über bestimmte Handlungen, oder sie will Begründungen, warum bestimmte Maßnahmen nicht ergriffen wurden. Außerdem kann sie so Partikularinteressen ihrer Wählerschaft zum Ausdruck bringen, was vordergründig aus wahltaktischen Motiven geschieht und auch einer der Gründe dafür ist, wieso Kleine Anfragen traditionsgemäß gehäuft in Wahlkampfperioden auftreten. Die Große Anfrage ist umfangreicher, fordert eine ausführlichere Antwort und muss oft durch eine Fraktion beantragt werden.

### Schweiz
In der Schweiz kennt man die Kleine Anfrage als Anfrage (bis 2003 Einfache Anfrage). Sie ist für den Bund in Artikel 125 des schweizerischen Parlamentsgesetzes geregelt und auch in Kantonen und Gemeinden bekannt. Auf Bundesebene werden die Anfragen nur schriftlich beantwortet und in der parlamentarischen Geschäftsdatenbank Curia Vista publiziert. Es erfolgt keine Diskussion wie bei Interpellationen.

### Liechtenstein
Gemäß Art 41 Geschäftsordnung für den Landtag des Fürstentums Liechtenstein vom 11. Dezember 1996 können die Mitglieder des Landtages bei einer Landtagssitzung „kurze mündliche Anfragen an die Regierung richten, die sich auf einen konkret umschriebenen Vorgang beziehen. Die Regierung ist verpflichtet, in der gleichen Sitzung die Anfragen mündlich zu beantworten oder die Gründe für die Verschiebung oder Ablehnung der Beantwortung bekanntzugeben“ (Abs. 1). „Der Fragesteller kann nach Beantwortung durch die Regierung eine kurze, sachbezogene Zusatzfrage im Sinne einer Verständnisfrage stellen. Das zuständige Regierungsmitglied nimmt dazu unverzüglich Stellung“ (Abs. 2).
Diese mündlichen Anfragen werden in Liechtenstein auch kleine Anfragen genannt.